# Armand Charles Louis Le Lièvre de La Grange
Pour les articles homonymes, voir Le Lièvre de La Grange.
Armand Charles Louis Le Lièvre, comte de La Grange, né le 21 mars 1783 à Paris, mort le 2 août 1864 à Paris, est un général et homme politique français.

## Biographie
Fils du marquis François-Joseph Le Lièvre de La Grange, lieutenant-général des armées du roi, et d'Angélique-Adélaïde Méliand, son frère Adélaïde Blaise François Le Lièvre, marquis de la Grange et de Fourilles (1766-1833), est lui aussi général de cavalerie.

### Carrière militaire et états de service
Il entre en service le 5 avril 1800, comme engagé volontaire au 9e régiment de dragons et il est blessé à la bataille de Marengo le 14 juin suivant. Il devient brigadier le 4 juillet 1800, maréchal de logis le 22 septembre, et il est nommé sous-lieutenant le 23 octobre 1800. Il fait les campagnes de 1800 et de 1801 à l’armée d’Italie, il se trouve à la bataille de Montebello le 9 juin et il est blessé le 25 décembre suivant lors du passage du Mincio. 
En 1802 il accompagne le général Sébastiani, à Constantinople, en Syrie et en Égypte, il est nommé lieutenant le 15 juillet 1803 et devient aide de camp du général le 9 février 1804. 
Le 12 septembre 1805 il passe aide de camp du maréchal Berthier, il est blessé au combat d'Amstetten le 6 novembre suivant et il est promu capitaine au 23e régiment de chasseurs à cheval le 20 janvier 1806. Il est fait chevalier de la Légion d’honneur et chevalier de l’Ordre militaire de Bavière le 14 mars 1806. Il se trouve à la prise de Gaète le 18 juillet 1806.
Il fait les campagnes de Prusse et de Pologne, il est à la bataille d'Iéna le 14 octobre 1806, et le 27 janvier 1807 il est nommé chef d'escadron au 9e régiment de hussards. Il combat à Eylau le 8 février, à Heilsberg le 10 juin, à Friedland le 14 juin, et au siège de Stralsund. Le 30 juin 1807, il obtient le grade de commandeur de l’Ordre du mérite de Bavière et il passe adjudant commandant, le 13 juillet 1807 à Tilsitt. En 1808, il est employé à l’armée d’Espagne, il combat à la bataille de Somosierra le 30 novembre 1808 et de Benavente le 29 décembre suivant. Il est créé baron de l’Empire en 1808.
En 1809 il rejoint la Grande Armée en Allemagne, il se trouve aux batailles de Landshut le 21 avril 1809, d’Eckmühl le 22 avril, de Ratisbonne le 23 avril, d’Essling les 21 et 22 mai et de Wagram les 5 et 6 juillet 1809. Il est blessé à cette dernière bataille par un éclat d’obus dans le genou et il est nommé officier de la Légion d’honneur le 24 juillet 1809, puis il est fait chevalier de l’Ordre de Saint-Léopold d’Autriche le 4 avril 1810. Il est créé comte de l'Empire, le 26 avril 1810.
Le 31 janvier 1812, il est promu général de brigade et il prend le commandement de la 2e brigade de la 5e division de cuirassiers en Russie. Il combat à Mohilev le 23 juillet 1812, à Smolensk les 16 et 17 août et à Valoutino le 19 août 1812. Pendant la retraite depuis Moscou, il se bat à Maloyaroslavets le 24 octobre 1812, puis il soutient le mouvement rétrograde de l’armée jusqu’à Viazma le 3 novembre 1812. Le 23 novembre 1812 il prend rang avec ce qui lui restait d'hommes valides dans l'Escadron sacré.
En 1813 il fait la campagne de Saxe, il a un cheval tué sous lui près de Wittenberg et il se trouve aux batailles de Leipzig du 16 au 19 octobre 1813 et du Hanau les 30 et 31 octobre suivant. Le 30 novembre 1813 il est élevé au grade de commandeur de la Légion d’honneur.
Pendant la campagne de France il combat à Montereau le 18 février 1814, à Craonne le 7 mars, à Laon les 9 et 10 mars, à Fère-Champenoise le 25 mars et sous les murs de Paris les 30 et 31 mars 1814.
Lors de la Première Restauration, le roi Louis XVIII le nomme lieutenant-général le 4 juin 1814 et lieutenant commandant d'escadron dans la 2e compagnie des mousquetaires, le 1er juillet suivant. Il est fait chevalier de Saint-Louis le 22 août 1814.
Il est mis en non-activité le 26 mars 1815 et le 1er avril 1820, il est classé parmi les lieutenants généraux disponibles.
Le 7 février 1831 il est disponible dans le cadre de l'état-major général, il est fait grand officier de la Légion d’honneur le 30 avril 1836 et il prend les fonctions d’inspecteur général pour 1845, du 9e arrondissement de gendarmerie pour 1846, du 3e arrondissement de cavalerie et il est admis à la retraite le 12 avril 1848, puis placé sur sa demande dans la section de réserve.
Il meurt le 2 août 1864, à Paris.

## distinctions honorifiques
- Pair de France, le 11 octobre 1832
- Sénateur de l'Empire, le 14 novembre 1859
- son nom est inscrit sur l'arc de triomphe de l'Étoile, pilier Est

## Décorations
- chevalier de l'ordre royal et militaire de Saint-Louis
- grand officier de la légion d'honneur
- grand croix de l'ordre de la Couronne de chêne (Luxembourg)

## Armoiries
- Comte de l’Empire le 28 octobre 1808 (décret), 26 avril 1810 (lettres patentes).

- Écartelé au premier des comtes de l'armée, au deuxième de sable au griffon d'or armé et lampassé de gueules ; au troisième de sable au griffon d'or armé et lampassé de gueules ; au quatrième d'azur au portique d'or, sur le tout d'azur au chevron accompagné en chef d'un lambel renversé du même entre deux quintefeuilles d'argent et en pointe d'un alérion aussi d'argent - Livrées : rouge, jaune, bleu et verd, le verd en bordure seulement